# Cyrtolophus viduus
Cyrtolophus viduus är en skalbaggsart som beskrevs av Ohaus 1912. Cyrtolophus viduus ingår i släktet Cyrtolophus och familjen Rutelidae. Inga underarter finns listade i Catalogue of Life.